# Étienne de Poissy
Étienne de Poissy ou Étienne de Paris, né dans les environs de Paris (peut-être Poissy ou Vitry-sur-Seine) et mort le 16 octobre 1373 à Avignon, était un ecclésiastique français. Il fut évêque de Paris et élevé au rang de cardinal.

## Biographie
Le lieu de naissance précis d'Étienne de Poissy n'est pas connu, mais il se situe dans les environs de Paris. Il est chanoine de Saint-Quentin, et se met au service du roi de France. Il devient ainsi son conseiller et le maître des requêtes. Il est par ailleurs secrétaire du dauphin.
Devenu chanoine de Paris, il en devient le doyen en 1355. Il est chargé, à la suite du traité de Brétigny (1360), de négocier la libération du roi Jean II le Bon. Il est alors élu évêque de Paris le 11 décembre 1363.
Le 22 septembre 1368, lors du troisième consistoire du pontificat d'Urbain V, le premier à Rome depuis l'installation de la papauté à Avignon, il est créé cardinal au titre de Saint-Eusèbe. Il conserve toutefois sa charge épiscopale.
À la suite de la mort d'Urbain V, il participe au conclave de 1370 qui élit Grégoire IX. Il meurt le 16 octobre 1373 à Avignon, et est enterré dans le chœur de Notre-Dame de Paris.